# NGC 1768
NGC 1768 (другое обозначение — ESO 56-SC32) — рассеянное скопление в созвездии Золотой Рыбы, расположенное в Большом Магеллановом Облаке.
Этот объект входит в число перечисленных в оригинальной редакции «Нового общего каталога».
Является небольшим и беспорядочным скоплением. Северо-восточная часть скопления выглядит как типичное маленькое скопление Большого Магелланова облака, в то время как юго-западная часть NGC 1768 является менее плотной.